# Wiedemannia bilobata
Wiedemannia bilobata är en tvåvingeart som beskrevs av Oldenberg 1910. Wiedemannia bilobata ingår i släktet Wiedemannia och familjen dansflugor. Inga underarter finns listade i Catalogue of Life.